# Daens
Daens é um filme de drama biográfico neerlando-franco-belga de 1992 dirigido por Stijn Coninx, baseado na biografia do padre Adolf Daens escrita por Louis Paul Boon, no romance Pieter Daens.
Foi indicado ao Oscar de melhor filme estrangeiro na edição de 1993, representando a Bélgica.

## Elenco
- Jan Decleir – Adolf Daens
- Gérard Desarthe – Charles Woeste
- Antje de Boeck – Nette Scholliers
- Michael Pas – Jan De Meeter
- Karel Baetens – Jefke
- Julien Schoenaerts – Bishop Stillemans
- Wim Meuwissen – Pieter Daens
- Brit Alen – Louise Daens
- Johan Leysen – Schmitt
- Idwig Stéphane – Eugene Borremans
- Jappe Claes – Ponnet
- Frank Vercruyssen – Louis Scholliers
- Matthias Schoenaerts – Wannes Scholliers
- Bart Geyskens